# Heleniella osarumaculata
Heleniella osarumaculata är en tvåvingeart som beskrevs av Sasa 1988. Heleniella osarumaculata ingår i släktet Heleniella och familjen fjädermyggor. Inga underarter finns listade i Catalogue of Life.